# Nicu Ojog
Nicu Samuel Ojog (ur. 1 stycznia 1998) – rumuński zapaśnik startujący w stylu klasycznym. Zajął jedenaste miejsce na mistrzostwach świata w 2023. Wicemistrz Europy w 2022. 
Drugi na MŚ U-23 w 2018 i na ME juniorów w 2018. Trzeci na MŚ kadetów w 2015 roku.